# Bodensdorf
Bodensdorf je naselje v Občini Steindorf am Ossiacher See v Okraju Trg na Koroškem v Avstriji.